# Spitaménès
Spitaménès (en vieux perse : Spitamaneh, et en grec ancien : Σπιταμένης), mort en 328 av. J.-C., est un général de l'empire perse qui a lutté contre Alexandre le Grand.
Père d'Apama, mariée à Séleucos, il est également le grand-père d'Antiochos Ier, premier souverain hellénistique d'ascendance iranienne.
Il est tué  par les Massagètes qui portent sa tête à Alexandre.

## Biographie
Chef éminent de Bactriane ou de Sogdiane (donc d'origine iranienne ou sogdienne selon les sources), Spitaménès est né vraisemblablement avant 370 av. J.-C.
Il est décrit comme un partisan et un ami proche de Bessos, le satrape de Bactriane. Il n'a vraisemblablement pas participé à la bataille de Gaugamèles et n'a rejoint Bessos, qui a assassiné Darius III, qu'à Bactres. Il l'accompagne ensuite de l'autre côté du fleuve Oxos (actuel Amou-Daria) jusqu'en Sogdiane quand Alexandre envahit la Bactriane.
Au début de l'année 329 av. J.-C., Spitaménès livre Bessos aux Macédoniens, avec la complicité d'Oxyartès, le père de Roxane, future épouse d'Alexandre. Qu'il ait remis Bessos en personne ou l'ait laissé enchaîné pour être repris par Ptolémée n'est pas clairement établi. Ce geste n'est pas destiné à s'allier les bonnes grâces d'Alexandre. Au contraire, Spitaménès prend la tête de la résistance des peuples de Sogdiane et de Bactriane en ralliant en particulier les Saces (ou Sakas) et les Massagètes. Il assiège Marankanda, capitale de la Sogdiane, tandis qu'Alexandre lutte plus au nord contre les Scythes (entre la fin 329 et le début 328 av. J.-C.). Fort d'une troupe de 600 archers montés, il inflige à la bataille du Polytimète (dans l'actuel Ouzbékistan) une grave défaite aux troupes envoyées contre lui.
Durant l'hiver 329-328, il profite du séjour d'Alexandre à Marakanda pour s'attaquer à la Bactriane (la garnison de Zariaspa est massacrée) d'où il est chassé avec grande difficulté par le satrape Artabaze. En décembre 328 av. J.-C., Coénos, le général envoyé par Alexandre, le défait.
Il est tué lorsque les Massagètes, inquiets de la réaction d'Alexandre, qui vient de signer un traité avec les Scythes après les avoir défaits et qui pacifie avec brutalité la Sogdiane, le trahissent et portent sa tête à Alexandre.
Sa fille, Apama, épousera Séleucos Ier (un des généraux d'Alexandre) lors des noces de Suse en février 324.

## Famille

### Mariage et enfants
De son mariage avec une femme inconnue (nommée Dascatylis de Bactriane selon certaines sources,), il eut :
- Apama[5] ;
- Deux autres enfants[5].

### Sources antiques
- Arrien, Anabase [lire en ligne].
- Quinte-Curce, L'Histoire d'Alexandre le Grand [lire en ligne].